# AGSO Knokke-Heist
AGSO Knokke-Heist is het autonome Gemeentelijk Stadsontwikkelingsbedrijf van de fusiegemeente Knokke-Heist. AGSO Knokke-Heist heeft verschillende opdrachten:
- stadsvernieuwings-en stadsontwikkelingsprojecten
- exploitatie van het gemeentelijk waterleidingbedrijf
- beheer van het bedrijvenpark
- het gemeentelijk afvalbeheer
- beheer van de site Duinenwater.

## Gemeentelijk Waterbedrijf
Na de fusie van de gemeenten Knokke, Heist, Westkapelle en Ramskapelle in 1971 werden de twee Gemeentelijke Waterbedrijven van Knokke en Heist samengevoegd en werd het contract met TMVW voor Westkapelle en Ramskapelle opgezegd. In 2012 werden de waterbedrijven dan overgenomen door het stadsbedrijf AGSO Knokke-Heist. Het bedrijf behoort tot het vijftal Vlaamse Waterleidingbedrijven, overkoepeld door AquaFlanders. 
De totale oppervlakte van de gemeente bedraagt 5.972 ha. In 1997 bedroeg de totale lengte van de hoofdleidingen 270 km, met in dat jaar 21.073 abonnees. In het jaar 1996 werd er 2.687.264 m³ water verkocht. Daarvan werd er 777.884 m³ water zelf gewonnen uit het golfterrein van Knokke-Heist. Het overige werd aangekocht bij de TMVW, sedert 1998 ook deels afkomstig uit de Biesbosch.